# Pakistan Peoples Party
Pakistan Peoples Party (PPP) (Urdu: پاکستان پیپلز پارٹی ) is een grote volkspartij in Pakistan. De politieke partij bestaat sinds 30 november 1967 en werd tot aan haar overlijden eind 2007 geleid door Benazir Bhutto, de oudste dochter van de in april 1979 terechtgestelde oud-premier Zulfikar Ali Bhutto.
Bij de verkiezingen in 2002 voor het Pakistaanse parlement won de partij, onder de naam Pakistan Peoples Party Parliamentarians (PPPP) 25,8% van de stemmen en 71 van de 272 zetels. Daarmee is het de op een na grootste partij van het land.
De PPP wordt gezien als een, voor Pakistaanse begrippen, sociaalliberale partij. De partij staat bekend als voorvechtster van rechten voor vrouwen en armen. Het credo van de PPP is "islam is onze overtuiging; democratie is onze politiek; sociaaldemocratie is onze economie; alle macht aan het volk." De partij wordt van oudsher geleid door hoogopgeleide politici en is vooral sterk in Sind en Punjab, maar heeft leden in alle Pakistaanse provincies.